# لينكو غرتشيتش
لينكو غرتشيتش (26 مارس 1925 - 10 أغسطس 1999 ) هو لاعب كرة قدم ومدرب كرواتي.

## حياته
ولد في سبليت، وبدأ مسيرته الكروية في عام 1940 مع فريق الشباب نادي رادنيتشكي، واستمر في اللعب حتى عام 1946، حيث لعب أكثر من 300 مباراة للنادي، بعد حل النادي انضم إلى هايدوك سبليت ولعب للنادي حتى عام 1956. بعدها أصبح مدرب لكرة القدم، ودرب فريق نادي هايدوك سبليت الكرواتي في عام 1963، والمنتخب العراقي بين عامي 1976 و1978.